# Карл Курц
Карл Курц (нім. Karl Kurz; 21 листопада 1898 — 26 листопада 1933, Базель) — австрійський футболіст, що грав на позиції півзахисника, зокрема за національну збірну Австрії. Також футбольний тренер.

## Клубна кар'єра
З дитинства цікавився футболом і грав за декілька команд. 1916 року був призваний до австро-угорської армії і відправлений на фронт Першої Світової війни. Отримавши важке поранення, наступного року був демобілізований.
Відновившись від поранення, у повоєнний час продовжив грати у футбол. Протягом 1919—1924 років грав за віденські «Аматор» та «Ферст Вієнна».
Згодом у 1924—1927 роках захищав кольори команди «Зіммерингер СК». Навесні 1927 року переїхав до Латвії, де очолив тренерський штаб місцевої збірної, утім вже восени повернувся до кар'єри гравця на батьківщині. Знову грав за «Аматор», який на той час вже змінив назву на «Аустрію». Остаточно був змушений завершити виступи на полі 1929 року через лейкемію.

## Виступи за збірну
1919 року дебютував в офіційних матчах у складі національної збірної Австрії.
Загалом протягом десятирічної кар'єри у національній команді провів у її формі 32 матчі.

## Кар'єра тренера
Отримавши перший досвід тренерської роботи 1927 року зі збірною Латвії, після завершення виступів на полі присвятив себе тренерській діяльності.
1929 року став асистентом Роберта Ланга, головного тренера «Аустрії» (Відень), а за рік змінив його на цій посаді.
Згодом у 1931—1932 роках працював зі швейцарським «Гренхеном», після чого очолив тренерський штаб «Базеля». Виграв із цією командою Кубок Швейцарії 1933 року, але вже 26 листопада того ж року передчасно помер на 36-му році життя через прогресуючу лейкемію.